# 숨은 그림 찾기 (드라마)
《숨은 그림 찾기》는 1994년 9월 14일부터 1994년 10월 6일까지 방영된 KBS 2TV 수목 미니시리즈로, 광고 회사를 배경으로 신·구 세대간의 갈등과 각기 다른 사랑법을 그렸다. 당초 제목은 〈콘프레이크와 된장국에 관한 보고서〉였으나 너무 길다는 이유로 변경되었다.

## 등장 인물
- 천호진 : 최재필 역
- 나현희 : 고명순 역
- 조형기 : 상준 역
- 박규채 : 명순 부 역
- 김지영 : 한 여사 역
- 김나운
- 이종만
- 강인기
- 유정연
- 문수인
- 윤영주
- 윤손하
- 김성환
- 윤덕용
- 봉혜선
- 양재성
- 최란
- 김보미
- 김나운
- 이한위
- 이재연
- 이원직
- 배도환
- 조성규

## 참고 사항
- 전작 《느낌》 후속작이었던 《창공》, 《갈채》가 배우 캐스팅에 난항을 겪자 대체 편성되었다.
- 당초 집필자로 작가 이숙진이 낙점됐으나[2] 갑작스럽게 작가 박정주로 교체되었으며, 박정주는 담당 PD 성준기가 첫 연속극 연출작 《밥을 태우는 여자》의 집필자이기도 하다.[3]
- 담당 PD 성준기의 《밥을 태우는 여자》 이후 두 번째 연속극 연출작이었으며 미니시리즈 입봉작이었다.
- 작가 박정주는 <숨은 그림 찾기> 후반부에 이 작품 앞시간에 방영된 일일극 <그대에게 가는 길>의 집필[4]을 맡았다.
- 무대가 된 광고회사의 모습이 생동감 없이 그려진 데 이어 연기자들이 다른 드라마에서 얻은 이미지를 가지고 극을 구성하여 식상함을 준다는 비판이 나왔다.[5]
- 담당 PD 성준기의 중학교 후배[6]인 최수종이 주인공으로 나온 MBC 사극 <야망>의 아성을 넘지 못한 채 결국 기대 이하의 성적에 그쳤고, 성준기 PD에게는 <숨은 그림 찾기>가 KBS에서의 마지막 연출작이 됐으며 이 작품을 끝으로 KBS를 떠나 95년 SBS로 옮겼다.
- 한편, <그해 겨울은 따뜻했네> 이후 이 작품까지 한동안 KBS의 수목드라마 시간대는 미니시리즈 형태로 진행됐다.
- 당초 16부작 계획있었으나 94 KBS가을철 개편 프로그램 인하여 8부작으로 조기종영 되었다.